# Eristalinus quadristriatus
Eristalinus quadristriatus är en tvåvingeart som först beskrevs av Macquart 1846.  Eristalinus quadristriatus ingår i släktet slamflugor, och familjen blomflugor. Inga underarter finns listade i Catalogue of Life.